# Kynsijärvi
Kynsijärvi och Kynsilampi eller Kynsijärvi är en sjö i Finland. Den ligger i kommunen Posio i landskapet Lappland, i den nordöstra delen av landet, 700 km norr om huvudstaden Helsingfors. Kynsijärvi och Kynsilampi ligger 232,2 meter över havet. Den är 8 meter djup. Arean är 12,68 kvadratkilometer och strandlinjen är 36,36 kilometer lång. Sjön  ingår i Ijo älvs huvudavrinningsområde.   
I övrigt finns följande i Kynsijärvi och Kynsilampi:
- Koivusaari (en ö)
- Lapinpöllä (en ö)

I övrigt finns följande vid Kynsijärvi och Kynsilampi:
- Tervajärvi (en sjö)